# Apeadero de Coutos
Nota: No confundir con el Apeadero de Couto de Cambeses, en el Ramal de Braga.
El Apeadero de Coutos fue una estación ferroviaria del Ramal de Portalegre, que servía a la localidad de Coutos, en el Distrito de Portalegre, en Portugal.

## Historia
El tramo entre Sousel y Monte de Vide-Vaiamonte del Ramal de Portalegre, donde esta plataforma se encuentra, abrió a la explotación el 20 de enero de 1937.